# Romitorio di San Guglielmo
Il romitorio di San Guglielmo si trova nei boschi tra la località Buriano e la Fattoria della Badiola, nel comune di Castiglione della Pescaia.
L'edificio del Romitorio è meta di pellegrinaggi e punto di arrivo della solenne processione che si svolge la seconda domenica dopo Pasqua. 
La chiesetta di forme rustiche, inserita in un complesso d'uso agricolo, fu fatta costruire nel 1597 dal venerabile Padre Giovanni Nicolucci da San Guglielmo (Montecassiano, 1552 - Batignano, 1621), nel luogo in cui si narra che la Madonna sia apparsa a San Guglielmo di Malavalle, e successivamente nel 1758 su iniziativa dei conti Alberti fu integralmente restaurata; anche recentemente è stata sottoposta ad un ulteriore ripristino.